# Isidore Weiss

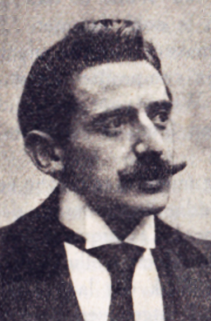
Isidore Weiss in 1895

Isidore Weiss (29 april 1867 - 12 juni 1936) was een Franse dammer. Hij was de eerste officiële wereldkampioen dammen. In totaal is hij zeven keer wereldkampioen geworden in: 1899 tegen Anatole Dussaut in Amiens, 1900 na herkamp met Beudin in Parijs, 1902, 1904, 1907, 1909 in Parijs en 1911. Dit record werd pas een eeuw later door Aleksej Tsjizjov verbroken.
Het zetje van Weiss is naar Isidore Weiss vernoemd.